# Torneo Apertura de Primera B 2022 (Liga Chacarera)
El Torneo Apertura 2022 de Primera B, organizado por la Liga Chacarera de Fútbol. Comenzó el 19 de marzo y finalizó el 8 de mayo.
Lo disputarán los siete equipos perteneciente a dicha división. El campeón obtendrá la clasificación al Petit Torneo 2022.
El campeón fue el Club Sportivo Villa Dolores, que de esta manera se aseguró un lugar en el Petit Torneo.

## Ascensos y descensos
| Prom | Descendidos de la Primera División 2021 |
| ---- | --------------------------------------- |
| -    | No hubo                                 |

| Pos           | Ascendidos de la Primera B 2021 |
| ------------- | ------------------------------- |
| Campeón Anual | Las Pirquitas                   |

## Formato
Los 7 equipos jugarán 6 partidos cada uno a lo largo de 7 fechas, en una sola rueda, bajo el sistema de todos contra todos. En este torneo se usará el sistema de puntos, de acuerdo a la reglamentación de la Internacional F. A. Board, asignándose tres puntos al equipo que resulte ganador, un punto a cada uno en caso de empate y cero puntos al perdedor.
El club que resulte campeón clasificará al Petit Torneo, que otorga un ascenso a la Primera División 2023.
El orden de clasificación de los equipos, se determinará en una tabla de cómputo general, de la siguiente manera:
- 1) Mayor cantidad de puntos.
- 2) Mejor performance en los partidos que se enfrentaron entre sí en cada etapa; en caso de igualdad;
- 3) Mayor diferencia de goles; en caso de igualdad;
- 4) Mayor cantidad de goles a favor; en caso de igualdad;
- 5) Sorteo.

En caso de que la igualdad, sea de más de dos equipos, esta se dejará reducida a dos clubes, de acuerdo al orden de clasificación de los equipos determinado anteriormente.

## Equipos participantes
| Nombre del club                               | Ciudad        | Departamento        | Entrenador           | Fundación            |
| --------------------------------------------- | ------------- | ------------------- | -------------------- | -------------------- |
| Club Deportivo Sumalao                        | Sumalao       | Valle Viejo         | Hernán Bustamante    | 15 de marzo de 1926  |
| Club Deportivo Juventud Unida                 | La Falda      | Fray Mamerto Esquiú | Ricardo Martínez     | 5 de julio de 1948   |
| Centro Cultural y Deportivo La Carrera        | La Carrera    | Fray Mamerto Esquiú | Bandera de Argentina | 5 de agosto de 1943  |
| Club Social, Cultural y Deportivo La Estación | Miraflores    | Capayán             | Marcelo Quiroga      | 11 de mayo de 2010   |
| Club Obreros de San Isidro                    | San Isidro    | Valle Viejo         | Bandera de Argentina | 6 de octubre de 1932 |
| Club Social San Antonio                       | San Antonio   | Fray Mamerto Esquiú | Bandera de Argentina | 28 de mayo de 1940   |
| Club Sportivo Villa Dolores                   | Villa Dolores | Valle Viejo         | José Mohamed         | 18 de junio de 1933  |

### Distribución geográfica de los equipos
| Departamento        | Cant. | Equipos                                                    |
| ------------------- | ----- | ---------------------------------------------------------- |
| Fray Mamerto Esquiú | 3     | Juventud Unida (La Falda), La Carrera y Social San Antonio |
| Valle Viejo         | 3     | Deportivo Sumalao, Obreros de San Isidro y Villa Dolores   |
| Capayán             | 1     | La Estación (Miraflores)                                   |

## Cambio de entrenadores
| Equipo            | Entrenador saliente | Fecha de salida     | Partidos disputados  | Reemplazado por            | Fecha de llegada    |
| ----------------- | ------------------- | ------------------- | -------------------- | -------------------------- | ------------------- |
| Deportivo Sumalao | Hernán Bustamante   | 27 de abril de 2022 | 6 (3 PG, 1 PE, 2 PP) | A definir                  | -                   |
| La Estación       | Roque Ferreyra      | 27 de abril de 2022 | 5 (0 PG, 3 PE, 2 PP) | Marcelo Quiroga (interino) | 27 de abril de 2022 |

## Estadios
| | | |
| | | |
| Estadio Primo Antonio Prevedello Ciudad: San Isidro Capacidad: 6 000 espectadores Propietario: Liga Chacarera de Fútbol | Estadio Jorge César Vargas Ciudad: Banda de Varela Capacidad: 1 500 espectadores Propietario: Club Deportivo Coronel Daza | Estadio Defensores de Esquiú Ciudad: San José de Piedra Blanca Capacidad: 800 espectadores Propietario: Club Defensores de Esquiú |

## Competición

### Tabla de posiciones
| Pos. | Equipo                    | Pts. | PJ | PG | PE | PP | GF | GC | Dif. |
| ---- | ------------------------- | ---- | -- | -- | -- | -- | -- | -- | ---- |
| 01.º | Villa Dolores             | 12   | 6  | 3  | 3  | 0  | 8  | 5  | 3    |
| 02.º | Obreros de San Isidro     | 10   | 6  | 2  | 4  | 0  | 11 | 8  | 3    |
| 03.º | Deportivo Sumalao         | 10   | 6  | 3  | 1  | 2  | 11 | 7  | 4    |
| 04.º | Juventud Unida (La Falda) | 9    | 6  | 2  | 3  | 1  | 6  | 5  | 1    |
| 05.º | La Estación (Miraflores)  | 6    | 6  | 1  | 3  | 2  | 6  | 9  | −3   |
| 06.º | Social San Antonio        | 4    | 6  | 1  | 1  | 4  | 7  | 11 | −4   |
| 07.º | La Carrera                | 4    | 6  | 1  | 1  | 4  | 3  | 7  | −4   |

|  | El equipo que ocupe esta posición al finalizar la disputa será campeón y clasificará al Petit Torneo 2022. |

#### Evolución de las posiciones
| Equipo / Fecha        | 1  | 2  | 3  | 4  | 5  | 6  | 7  |
| --------------------- | -- | -- | -- | -- | -- | -- | -- |
| Deportivo Sumalao     | 02 | 02 | 02 | 02 | 03 | 02 | 03 |
| Juventud Unida (LF)   | 01 | 01 | 01 | 01 | 02 | 03 | 04 |
| La Carrera            | 03 | 06 | 04 | 04 | 05 | 06 | 07 |
| La Estación (M)       | —  | 04 | 05 | 06 | 07 | 07 | 05 |
| Obreros de San Isidro | 04 | 03 | 06 | 05 | 04 | 04 | 02 |
| Social San Antonio    | 07 | 07 | 07 | 07 | 06 | 05 | 06 |
| Villa Dolores         | 05 | 05 | 03 | 03 | 01 | 01 | 01 |

|  |

### Resultados
| Fecha 1                       | Fecha 1   | Fecha 1               | Fecha 1                  | Fecha 1     | Fecha 1 |
| Local                         | Resultado | Visita                | Estadio                  | Fecha       | Hora    |
| ----------------------------- | --------- | --------------------- | ------------------------ | ----------- | ------- |
| Social San Antonio            | 0 - 1     | Juventud Unida (LF)   | Jorge César Vargas       | 18 de marzo | 15:00   |
| La Carrera                    | 0 - 0     | Obreros de San Isidro | Primo Antonio Prevedello | 18 de marzo | 15:30   |
| Villa Dolores                 | 0 - 0     | Deportivo Sumalao     | Primo Antonio Prevedello | 19 de marzo | 15:30   |
| Equipo Libre: La Estación (M) |           |                       |                          |             |         |

| Fecha 2                     | Fecha 2   | Fecha 2            | Fecha 2                  | Fecha 2     | Fecha 2 |
| Local                       | Resultado | Visita             | Estadio                  | Fecha       | Hora    |
| --------------------------- | --------- | ------------------ | ------------------------ | ----------- | ------- |
| Obreros de San Isidro       | 2 - 2     | La Estación (M)    | Primo Antonio Prevedello | 25 de marzo | 16:00   |
| Deportivo Sumalao           | 3 - 1     | Social San Antonio | Primo Antonio Prevedello | 25 de marzo | 18:00   |
| Juventud Unida (LF)         | 1 - 0     | La Carrera         | Primo Antonio Prevedello | 26 de marzo | 15:00   |
| Equipo Libre: Villa Dolores |           |                    |                          |             |         |

| Fecha 3                             | Fecha 3   | Fecha 3             | Fecha 3                  | Fecha 3    | Fecha 3 |
| Local                               | Resultado | Visita              | Estadio                  | Fecha      | Hora    |
| ----------------------------------- | --------- | ------------------- | ------------------------ | ---------- | ------- |
| Social San Antonio                  | 2 - 3     | Villa Dolores       | Primo Antonio Prevedello | 2 de abril | 16:00   |
| La Carrera                          | 2 - 1     | Deportivo Sumalao   | Jorge César Vargas       | 3 de abril | 15:00   |
| La Estación (M)                     | 1 - 1     | Juventud Unida (LF) | Primo Antonio Prevedello | 3 de abril | 16:00   |
| Equipo Libre: Obreros de San Isidro |           |                     |                          |            |         |

| Fecha 4                          | Fecha 4   | Fecha 4               | Fecha 4                  | Fecha 4    | Fecha 4 |
| Local                            | Resultado | Visita                | Estadio                  | Fecha      | Hora    |
| -------------------------------- | --------- | --------------------- | ------------------------ | ---------- | ------- |
| Villa Dolores                    | 1 - 0     | La Carrera            | Jorge César Vargas       | 8 de abril | 15:15   |
| Deportivo Sumalao                | 4 - 1     | La Estación (M)       | Primo Antonio Prevedello | 8 de abril | 16:00   |
| Juventud Unida (LF)              | 1 - 1     | Obreros de San Isidro | Primo Antonio Prevedello | 9 de abril | 15:00   |
| Equipo Libre: Social San Antonio |           |                       |                          |            |         |

| Fecha 5                           | Fecha 5   | Fecha 5            | Fecha 5                  | Fecha 5     | Fecha 5 |
| Local                             | Resultado | Visita             | Estadio                  | Fecha       | Hora    |
| --------------------------------- | --------- | ------------------ | ------------------------ | ----------- | ------- |
| La Estación (M)                   | 0 - 1     | Villa Dolores      | Primo Antonio Prevedello | 14 de abril | 15:00   |
| La Carrera                        | 0 - 2     | Social San Antonio | Primo Antonio Prevedello | 16 de abril | 15:00   |
| Obreros de San Isidro             | 2 - 1     | Deportivo Sumalao  | Primo Antonio Prevedello | 16 de abril | 17:00   |
| Equipo Libre: Juventud Unida (LF) |           |                    |                          |             |         |

| Fecha 6                  | Fecha 6   | Fecha 6               | Fecha 6                  | Fecha 6     | Fecha 6 |
| Local                    | Resultado | Visita                | Estadio                  | Fecha       | Hora    |
| ------------------------ | --------- | --------------------- | ------------------------ | ----------- | ------- |
| Social San Antonio       | 0 - 0     | La Estación (M)       | Primo Antonio Prevedello | 22 de abril | 16:00   |
| Deportivo Sumalao        | 2 - 1     | Juventud Unida (LF)   | Primo Antonio Prevedello | 23 de abril | 15:00   |
| Villa Dolores            | 2 - 2     | Obreros de San Isidro | Primo Antonio Prevedello | 24 de abril | 16:00   |
| Equipo Libre: La Carrera |           |                       |                          |             |         |

| Fecha 7                         | Fecha 7   | Fecha 7            | Fecha 7                  | Fecha 7   | Fecha 7 |
| Local                           | Resultado | Visita             | Estadio                  | Fecha     | Hora    |
| ------------------------------- | --------- | ------------------ | ------------------------ | --------- | ------- |
| La Estación (M)                 | 2 - 1     | La Carrera         | Primo Antonio Prevedello | 7 de mayo | 15:00   |
| Juventud Unida (LF)             | 1 - 1     | Villa Dolores      | Primo Antonio Prevedello | 7 de mayo | 19:00   |
| Obreros de San Isidro           | 4 - 2     | Social San Antonio | Primo Antonio Prevedello | 8 de mayo | 15:30   |
| Equipo Libre: Deportivo Sumalao |           |                    |                          |           |         |

|  |

|                              |
| Club Sportivo Villa Dolores  |
| Campeón Torneo Apertura 2022 |

## Estadísticas

### Goleadores
| Jugador                          | Equipo                | Goles |
| -------------------------------- | --------------------- | ----- |
| David Corzo                      | Deportivo Sumalao     | 4     |
| Raúl Cisterna                    | Deportivo Sumalao     | 4     |
| Diego Tula                       | Villa Dolores         | 3     |
| Juan Contreras                   | Social San Antonio    | 3     |
| Sergio Altamirano                | Obreros de San Isidro | 3     |
| Actualizado al 8 de mayo de 2022 |                       |       |

| Brian Cano                | Obreros de San Isidro | 2 |
| Facundo Prevedello        | Juventud Unida (LF)   | 2 |
| Gastón Medina             | La Estación (M)       | 2 |
| José Heredia              | Juventud Unida (LF)   | 2 |
| Leonardo Ponce            | Villa Dolores         | 2 |
| Ariel Ortega              | La Estación (M)       | 1 |
| Braian Barrionuevo        | Social San Antonio    | 1 |
| Claudio Cejas Barrionuevo | Deportivo Sumalao     | 1 |
| Cristian Córdoba          | Social San Antonio    | 1 |
| Diego Avellaneda          | Obreros de San Isidro | 1 |
| Enrique Moreira           | Villa Dolores         | 1 |
| Enzo Mercado              | Juventud Unida (LF)   | 1 |
| Facundo Salas             | La Carrera            | 1 |
| Facundo Torres            | Obreros de San Isidro | 1 |
| Jorge Corzo               | Deportivo Sumalao     | 1 |
| José Martínez             | Social San Antonio    | 1 |
| Julio Carrizo             | Obreros de San Isidro | 1 |
| Lucas Salcedo             | Juventud Unida (LF)   | 1 |
| Luis Ramírez              | Social San Antonio    | 1 |
| Marcelo Bernede           | La Estación (M)       | 1 |
| Maximiliano Artero        | Villa Dolores         | 1 |
| Maximiliano Cano          | Obreros de San Isidro | 1 |
| Miguel Tapia              | La Estación (M)       | 1 |
| Nelson Olivera            | Villa Dolores         | 1 |
| Néstor Ríos               | La Estación (M)       | 1 |
| Rodrigo López             | La Carrera            | 1 |
| Santiago Torres           | Obreros de San Isidro | 1 |
| Sergio Centeno            | Deportivo Sumalao     | 1 |
| Ulises Ciarez             | Obreros de San Isidro | 1 |

### Autogoles
| Jugador         | Equipo            | Anot. | Fecha   |
| --------------- | ----------------- | ----- | ------- |
| Gustavo Reinoso | Deportivo Sumalao | 1     | Fecha 3 |